# Белізькі мангри
Белізькі мангри або Мангри белізького узбережжя (ідентифікатор WWF: NT1405) — неотропічний екорегіон мангрових лісів, розташований на сході Белізу.

## Географія
Екорегіон белізьких мангрів охоплює ділянки мангрових лісів, поширені уздовж узбережжя Карибського моря від кордону з Мексикою через територію Белізу до затоки Аматіке на півночі Гватемали. Мангрові ліси екорегіону зазвичай зустрічаються у прибережних лагунах та естуаріях річок, таких як Манкі, де припливно-відпливні коливання підтримують баланс прісної та солоної води. Місто Беліз, найбільше місто країни, розташоване в зоні мангрових лісів у гирлі річки Беліз.
Белізький бар'єрний риф, який простягається паралельно белізькому узбережжю, захищає прибережні мангри від руйнівних хвиль та сильних прибережних течій, характерних для Карибського регіону. Мангрові ліси, поширені на коралових островах і мілинах Белізького рифу, є частиною окремого екорегіону мангрів Белізького рифу. У внутрішніх районах Белізу мангрові ліси переходять у вологі ліси Петену і Веракрусу та у белізькі соснові ліси.

## Клімат
В межах екорегіону переважає мусонний клімат (Am за класифікацією кліматів Кеппена) або екваторіальний клімат (Af за класифікацією Кеппена). Середньорічна кількість опадів тут коливається від 1400 мм на півночі до понад 4000 мм на півдні, більшість з яких випадають під час сезону дощів з травня по лютий. З Карибського моря на сході до Белізу регулярно приходять урагани та тропічні шторми. Весняні амплітуди припливно-відпливних коливань в регіоні становлять 0,2-0,3 м.

## Флора
На узбережжі Белізу зустрічаються два типи мангрів, залежно від рівня солоності: невисокі мангрові зарості та високі мангрові ліси. В обох типах мангрів переважають чотири види мангрових дерев: червоні мангри (Rhizophora mangle), білі мангри (Laguncularia racemosa), чорні мангри (Avicennia germinans) та прямі конусоплідні мангри (Conocarpus erectus). Червоні мангрові дерева (Rhizophora mangle) є найбільш стійким видом мангрів, що може зустрічатися на відкритому океанічному узбережжі та на окраїнах лагун, тоді як інші види поширені у внутрішніх районах лагун та поблизу гирл річок, де більш відчутний вплив прісної води.

## Фауна
Серед птахів, що зустрічаються у манграх Белізу, слід відзначити бурого пелікана (Pelecanus occidentalis), білого ібіса (Eudocimus albus), блакитну чепуру (Egretta caerulea), бразильського баклана (Phalacrocorax brasilianus), карибського мартина (Leucophaeus atricilla), міктерію (Mycteria americana), мангрового кукліло (Coccyzus minor), карибського голуба (Patagioenas leucocephala), юкатанського амазона (Amazona xantholora), саванову катарту (Cathartes burrovianus), чорного канюка-крабоїда (Buteogallus anthracinus), скопу (Pandion haliaetus), буру паю (Psilorhinus morio), юкатанську паю (Cyanocorax yucatanicus), велику пітангу (Pitangus sulphuratus), золотистого пісняра-лісовика (Setophaga petechia), мангрового віреона (Vireo pallens), чорного пересмішника (Melanoptila glabrirostris), мангрову білозорку (Tachycineta albilinea) та блакитну саяку (Thraupis episcopus). Також в регіоні зимує багато водоплавних та коловодних птахів, що мігрують з Північної Америки.
Серед ссавців, що зустрічаються у манграх на сході Белізу, слід відзначити ягуара (Panthera onca), оцелота (Leopardus pardalis), білохвостого оленя (Odocoileus virginianus), центральноамериканського тапіра (Tapirus bairdii), юкатанського бурого ревуна (Alouatta pigra), сіру лисицю (Urocyon cinereoargenteus), білоносу носуху (Nasua narica), звичайного ракуна (Procyon lotor) та низинну паку (Cuniculus paca). Ці тварини не живуть у манграх постійно, а відвідують їх у пошуках їжі та прісної води. В лагуни регіону часто запливають американські ламантини (Trichechus manatus), які живляться водною рослинністю.
Серед поширених в екорегіоні плазунів слід відзначити центральноамериканського крокодила (Crocodylus moreletii), гострорилого крокодила (Crocodylus acutus), центральноамериканську річкову черепаху (Dermatemys mawii), чорну шипохвосту ігуану (Ctenosaura similis) та імператорського удава (Boa imperator). На пляжах регіону відкладають яйця рідкісні морські черепахи — зелені черепахи (Chelonia mydas), бісси (Eretmochelys imbricata), шкірясті черепахи (Dermochelys coriacea) та довгоголові морські черепахи (Caretta caretta).

## Збереження
Основними загрозами для збереження природи регіону є вирубка мангрових лісів, надмірний вилов риби та забруднення води внаслідок промислової і сільськогосподарської діяльності. Основними природоохоронними територіями екорегіону є Національний парк Бакалар-Чіко, Національний парк Пайнс-Крік, Національний парк Манкі-Бей, Національний парк Сарстун-Темаш, та Заповідна зона Шипстерн в Белізі.